# 科謝雷尼鄉

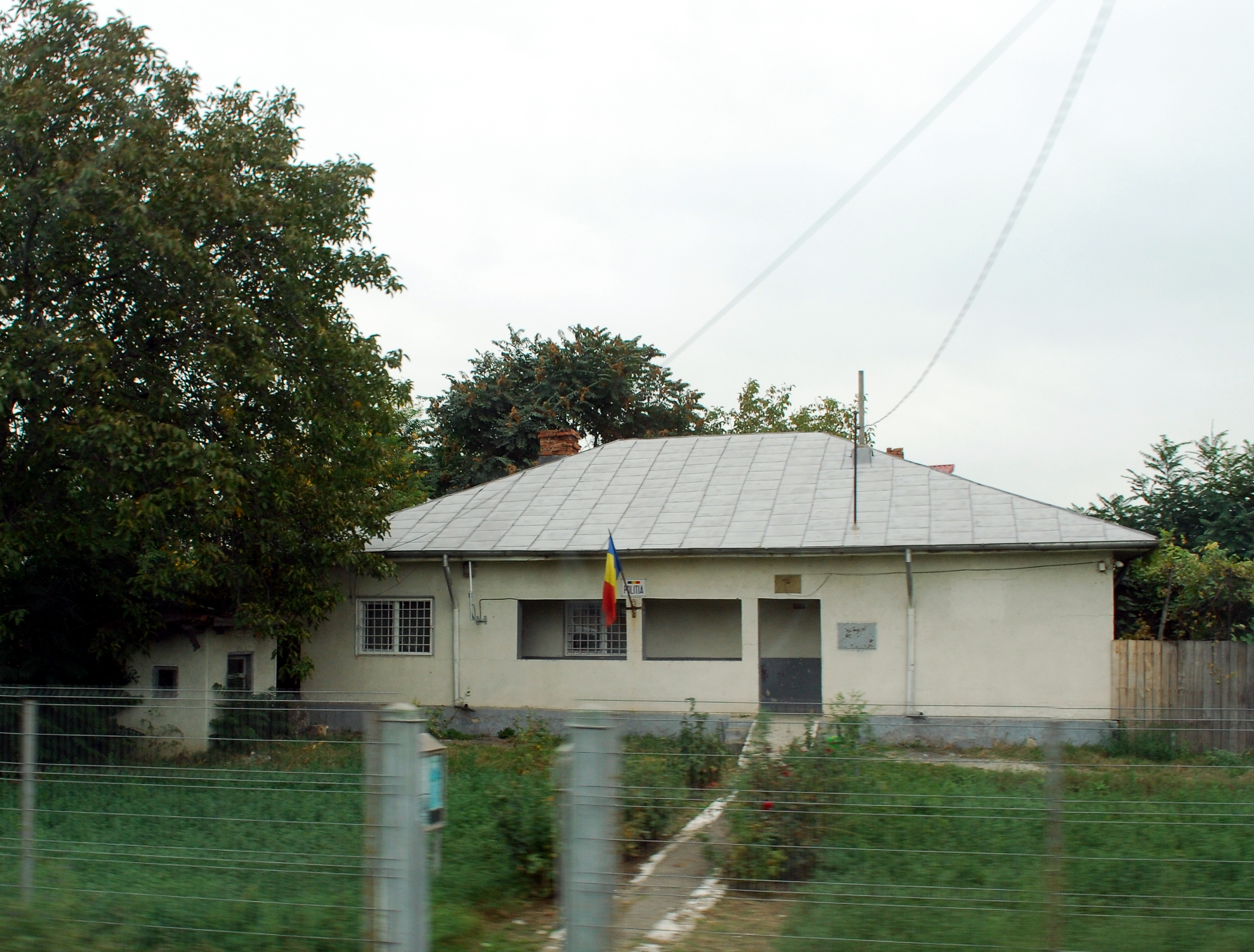

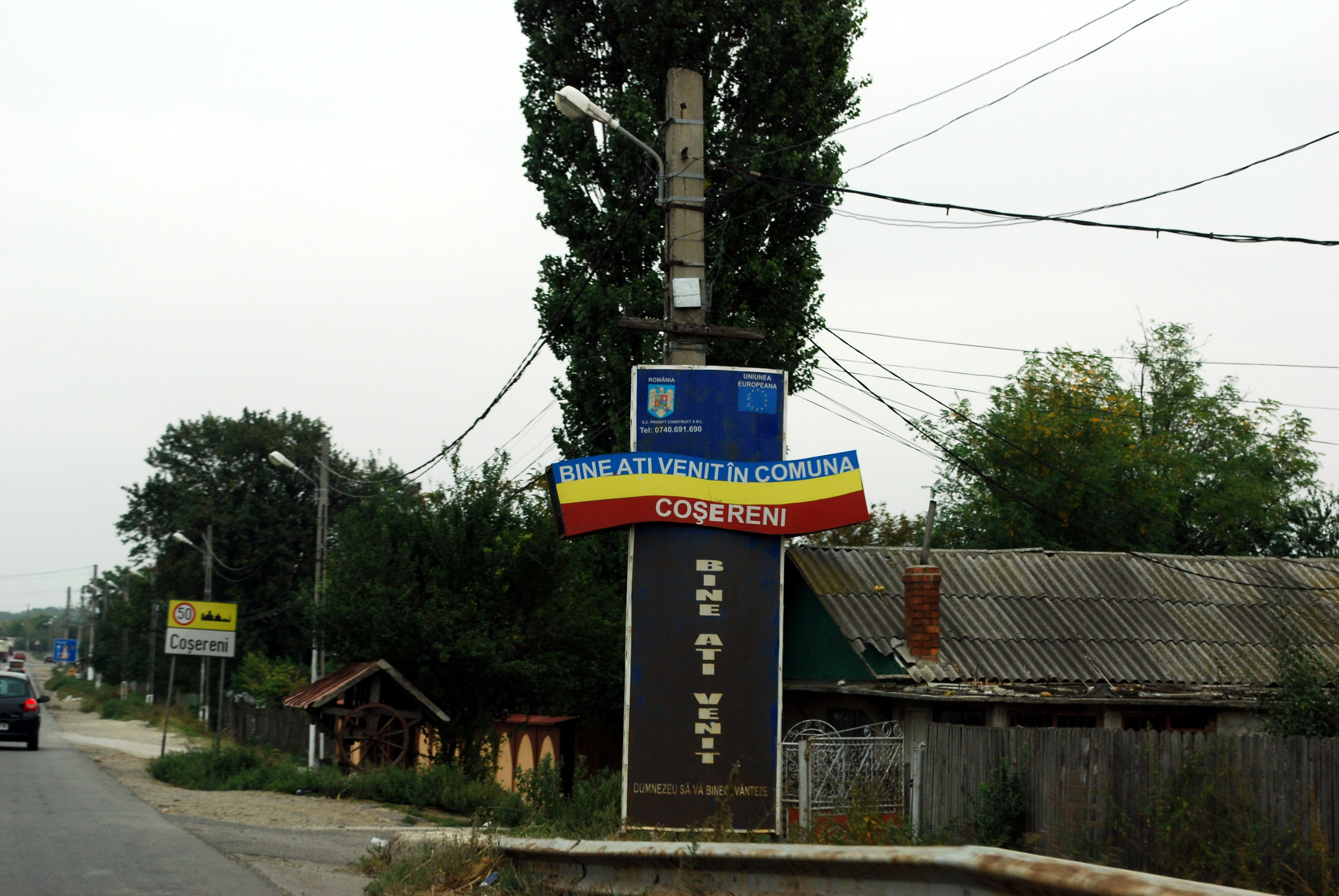

44°40′N 26°33′E / 44.667°N 26.550°E
科謝雷尼鄉（羅馬尼亞語：Coșereni, Ialomița），是羅馬尼亞的鄉份，位於該國南部，由雅洛米察縣負責管轄，面積34平方公里，海拔高度55米，2007年人口4,499，人口密度每平方公里131人。